# يوسي فاردي
جوزيف يوسي فاردي (بالعبرية: יוסי ורדי؛ مواليد 2 سبتمبر 1942) هو رجل أعمال إسرائيلي ومستثمر. أحد أوائل الرياديين في مجال التقنية العالية (high tech) في إسرائيل. خلال أكثر من 47 عامًا، أسس فاردي وساعد على إنشاء أكثر من 85 شركة في مجال التكنولوجيا العليا في مجالات متنوعة مثل البرمجة والطاقة والإنترنت والهواتف النقالة، والبصريات الكهربائية، وتكنولوجيا المياه.

## حياته
ولد جوزيف فاردي ولد في مدينة تل أبيب، درس في التخنيون في حيفا وتخرج من قسم هندسة الإدارة الصناعية. أكمل البحث في رسالة الماجستير في بحوث العمليات (حصلت على جائزة كيندي ليه على أطروحته). زوجته تالما، وله من الأبناء إريك (مؤسس شريك لشركة آي سي كيو)، وعوديد، وداني.

## سيرته المهنية
بدأ فاردي مسيرته الريادية في عام 1969، في سن السادسة والعشرين. هو الشريك المؤسس والرئيس التنفيذي الأول لشركة TEKEM (بالعبرية، اختصار ل- التكنولوجيا المتقدمة، في اللغة الإنجليزية: ATL-Advanced Technology Ltd)، وهي إحدى أول بيوت البرمجيات في إسرائيل (تباع في وقت لاحق إلى تاديران ثم استوعبت في نيس تكنولوجيز) في عام 1970، تم تعيينه مديرا عاما لوزارة التنمية، وكان رئيسا لمجلس إدارة المواد الكيميائية الإسرائيلية من ميفالي و «توفالا» و «هارسيت» و «هول زاك» وعضو مجلس إدارة شركة كهرباء إسرائيل وأعمال البحر الميت وبرومين البحر الميت وبيريكلاز الميت وحيفا للمواد الكيميائية والكيماويات والفوسفات وغيرها، مجلس تنمية الأسمدة.

## تنمية ثقافة الابتكار والإبداع
في السنوات الأخيرة نشط  فاردي في المشاكرة في تعزيز ثقافة الابتكار والإبداع  في إسرائيل والخارج. أسس حلقة اللقاءات السنوية بعنوان كينيريت (بحيرة طبرية) التي تنظم لمدة ثلاثة أيام وتجمع فيها المبدعين من جميع أنحاء العالم على ضفاف بحيرة طبرية. يرأس مبادرة "Four Years from Now - 4YFN"، الحدث الريادي الذي يقيمه ملتقى عالم الهاتف النقال في برشلونة. يترأس مؤتمر DLD ميونيخ بالشراكة مع د. هوبرت بوردا.

## القطاع العام
بعد مغادرة الحكومة، واصلت فاردي أن تشارك في القطاع العام. هو الرئيس المشارك للاتحاد الأوروبي - إسرائيل حوار إستراتيجي للأعمال. وترأس عدداً من اللجان واللجان المعينة من قبل الحكومة، من بينها الهيئة العامة لتنظيم قطاع الكهرباء، واللجنة العامة لرفع رأس المال الاستثماري في البورصة وغيرها. كما شارك في تشكيل يوزما. عمل في المجلس الاستشاري لبنك إسرائيل، وسلطة إسرائيل للأوراق المالية، وفي مجلس إدارة شركة تطوير إسرائيل (سندات دولة إسرائيل). وهو عضو في مجلس محافظي شركة التخنيون. كان رئيسًا لمؤسسة القدس، وكان عضوًا بالمجلس واللجنة التنفيذية للجامعة المفتوحة في إسرائيل ومجلس أمناء الجامعة العبرية ومعهد وايزمان.

### على الصعيد الدولي
عمل فاردي كمستشار للبنك الدولي وبرنامج الأمم المتحدة الإنمائي بشأن قضايا سياسة واستراتيجية الطاقة في العالم النامي. وهو عضو في المنتدى الاقتصادي العالمي، ويعمل مستشارًا للشؤون الاقتصادية للشرق الأوسط في مؤتمر رؤساء المنظمات اليهودية الأمريكية الكبرى. وعلى منتدى الاتجاهات المستقبلية لمؤسسة Bankinter للابتكار. وهو عضو في المجلس الاستشاري لشركة بلاك بيري فنتشرز، وعمل في المجلس الاستشاري للأبحاث في موتورولا، وفي المجلس الاستشاري لشركة 3i ، وكان مستشارًا للمديرين التنفيذيين في AOL و Amazon.com و Allied-signal و Siemens-Albis وآخرين.

### الجوائز
- قائمة ال- 25 في التكنولوجيا العليا، وول ستريت جورنال، أوروبا، 2011.[4]
- أفضل المستثمرين TechCrunch Europe 2009.[5]
- دكتوراه فخرية من معهد التخنيون، حيفا.
- زمالة فخرية من الجامعة المفتوحة الإسرائيلية.
- جائزة رئيس الوزراء الإسرائيلي لإنجازات الحياة في مجال التكنولوجيا العليا.
- جائزة الصناعة لتطوير الصناعة الإسرائيلية.
- جائزة أفضل رائد أعمال للعام.
- جائزة التميز في إدارة الأعمال العالمية، 2010.